# Kakao
Kakao (хангиль: 카카오) — південнокорейська інтернет-компанія, створена 1 жовтня 2014 року шляхом злиття Daum Communications та Kakao Corp як Daum Kakao. Daum Kakao змінила свою назву на Kakao у вересні 2015 року.
Одна з найбільших софтверних компаній Південної Кореї. Орієнтована переважно на корейський ринок.

## Історія
У 2010 започаткувала мобільний сервіс повідомлень KakaoTalk. До продуктів компанії також належать KakaoStory, KakaoTaxi, KakaoTV, Zap, KakaoGroup, KakaoTopic, KakaoMusic, KakaoStyle, KakaoHome, KakaoPage, KakaoPlace, KakaoAlbum, KakaoAgit, KakaoGame, KakaoAccount; мультимедійний програвач PotPlayer. Також компанія є власником корейського інтернет-порталу Daum.
Підрозділ Kakao отримав понад $ 120 млн чистого прибутку при обороті $ 319 млн.